# Granada 74 Club de Fútbol
El Club Granada 74 Club de Futbol va ser un club de futbol espanyol, de la ciutat de Granada. Fou fundat el 1999 com a CF Ciudad de Murcia, S.A.D. i el 2007 es traslladà a Granada, canviant el seu nom i les seves distintives per les del CP Granada 74, club no professional, fundat el 1974, i del qual Marsá n'era el president. Va desaparèixer el 2009.

## Història

### Ciudad de Murcia
Els primers anys d'existència del CF Ciudad de Murcia, S.A.D. van ser d'un sorprenent i meteòric ascens. Fundat el 1999, el 2003 ja jugava a la segona divisió. El primer partit que va disputar va ser a la categoria preferent contra el Ranero, el qual van perdre. Però a partir d'ací, les victòries i golejades van ser habituals. Després de dos ascensos de categoria consecutius van jugar dues temporades a la segona divisió B abans d'ascendir a la segona divisió. Les dues primeres temporades a aquesta categoria van aconseguir la permanència, encara que amb dificultats, quedant en 17a i 18a posició. En canvi, a la tercera temporada van estar molt proa d'ascendir a primera divisió, en quedar en 4a posició i només 2 punts de l'ascens.

### Trasllat a Granada
El 2007 el Ciudad de Murcia va ser comprat per l'empresari madrileny Carlos Marsá, president de l'equip CP Granada 74. Aquest trasllada la seu del Ciudad de Murcia a Granada i adopta tots els distintius del CP Granada 74, convertint a aquest en filial del nou equip granadí de segona divisió. No obstant la Federació de Penyes del Ciudad de Murcia de la mà de l'empresari Evedasto Lifante creen el CA Ciudad de Lorquí com a renaixement de l'antic Ciudad de Murcia. La temporada 2007-2008, el CA Ciudad de Lorquí jugarà a la tercera divisió.
Per la seua part, el nou Granada 74 CF, S.A.D. acaba la temporada 2007-08 en 
segona divisió 21é, descendint així a segona divisió B. La temporada següent a la nova categoria l'equip acaba 18é, descendint una altra vegada, aquesta vegada a tercera divisió. En estiu de 2009 el club no pot fer front als deutes amb els empleats i descendeix una altra categoria, a primera andalusa, desapareixent finalment. No obstant, l'històric CP Granada 74 continua el seu funcionament amb els equips del futbol base.

## Estadi

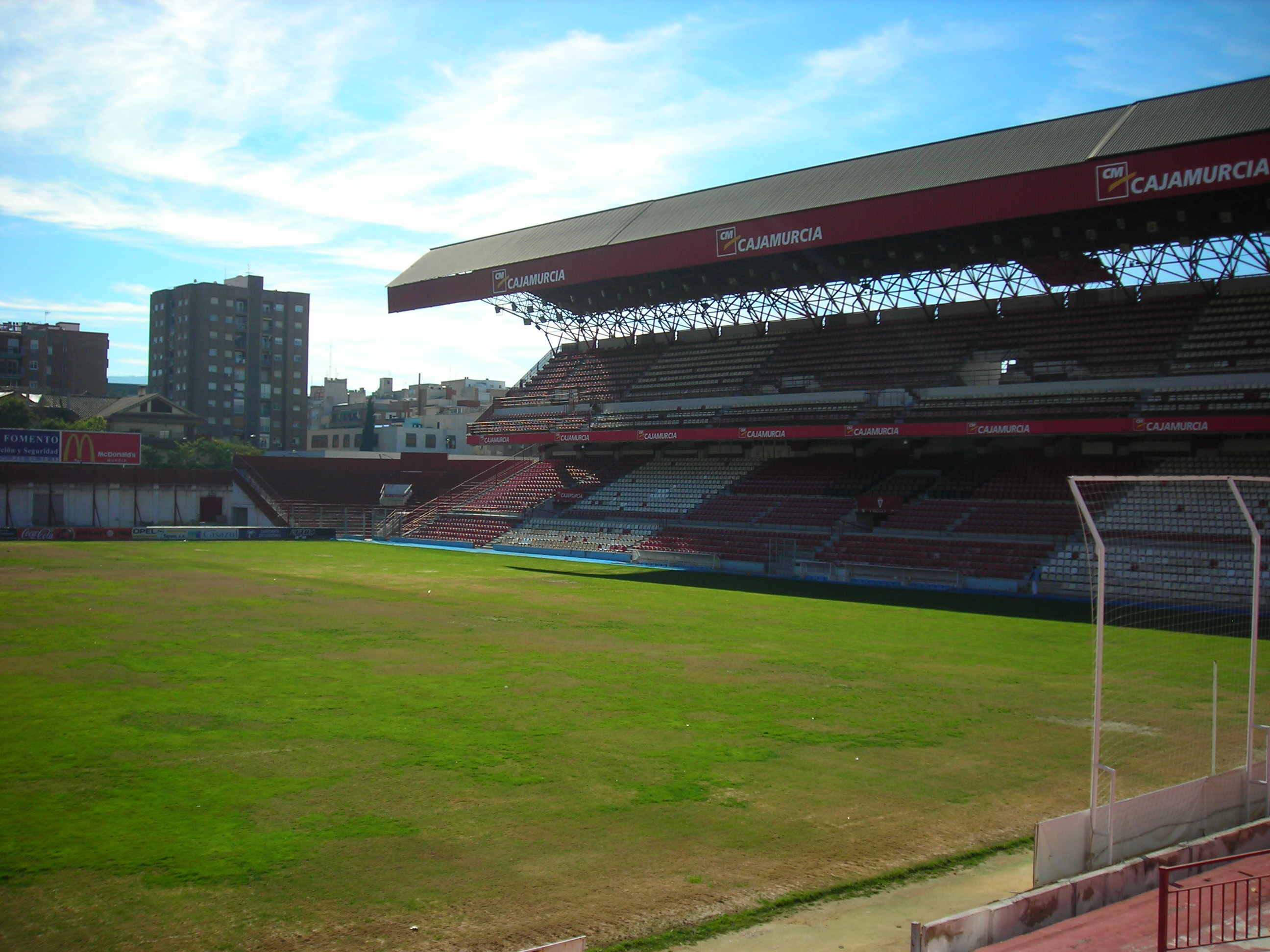
Estadi de La Condomina.

El Ciudad de Murcia jugava els seus partits com a local a l'estadi de La Condomina, amb capacitat per a 13.500 espectadors.
Amb el trasllat a Granada, s'intenta que l'equip jugue a l'estadi Nuevo Los Cármenes, de propietat municipal. No obstant no s'arriba a un acord i durant la temporada 2007-08 es juguen els partits de la segona divisió a l'estadi Escribano Castilla de Motril. Després del descens a Segona B l'equip torna a Granada, jugant a l'estadi Ávila Rojas primer i a La Victoria de Pinos Puente després.

## Uniforme
L'uniforme del Ciudad de Murcia consistia en: 
- Uniforme titular: Samarreta roja i negra, pantalons negres, mitges negres.
- Uniforme alternatiu: Samarreta groga amb detalls negres, pantalons negres i mitges negres.

Amb la conversió en Granada 74 CF l'equip passa a vestir la indumentària tradicional del CP Granada 74: 
- Uniforme titular: Samarreta roja, pantalons i mitges blanques.
- Uniforme alternatiu: Samarreta, pantalons i mitges verdes.

## Jugadors destacats
- Martí Crespí.
- Slaviša Jokanović.
- Héctor Font.
- Javier Camuñas.
- Daniel Güiza.
- Mikel Lasa.
- José Juan Luque.
- Ayoze Díaz.
- Rubén Torrecilla.
- Henok Goitom.

## Entrenadors destacats
- Abel Resino.
- Javi López.

## Dades del club
Ciudad de Murcia
- Temporades a 1a: 0.
- Temporades a 2a: 4.
- Temporades a 2a B: 4.
- Temporades a 3a: 2.
- Millor posició a la lliga: 4t (Segona Divisió 2006/07).
- Pitjor posició a la lliga: 18è (Segona Divisió 2004/05).

Granada 74 CF
- Temporades a 1a: 0.
- Temporades a 2a: 1.
- Temporades a 2a B: 1.
- Millor posició a la lliga: 21é (Segona Divisió 2007/08).
- Pitjor posició a la lliga: 21è (Segona Divisió 2007/08).